# 你喜欢希区柯克吗？
《你喜欢希区柯克吗？》（義大利語：Ti piace Hitchcock?）是一部2005年的鉛黃電視影片，由達利歐·阿基多執導。這部電影是向备受称赞的驚悚片導演亞弗列·希治閣致敬。

## 剧情
朱利奥是一名电影专业学生，喜欢偷窥迷人的邻居萨莎，租看弗里茨·朗的电影来写毕业论文。某天他在音像店看到了萨莎，她想租亞弗列·希治閣的《火車怪客》，同时租这部片的还有另一女子费代丽卡。两人建立了友谊。第二天，朱利奥骑着自行车看到萨莎和费代丽卡在喷泉边鬼鬼祟祟地交谈。
萨莎的母亲独自在家时，一名入侵者用钥匙进入公寓，用黄铜碾槌杀害了她。朱利奥当晚被警方的调查惊醒，他们正在询问萨莎。
朱利奥读了报纸，了解到萨莎·泽尔博尼是个独生女，母亲是个富有的寡妇。他告诉女友阿里安娜，他怀疑萨沙和费代丽卡达成了类似《火車怪客》中的协议。
朱利奥来到街对面，发现一个清洁工正在打扫犯罪现场。他从信箱里偷拿出一封信，是张银行对账单，显示泽尔博尼的账户上有近100万欧元。回到公寓，母亲向他讲述了她的新未婚夫。萨莎回家后，清洁队队长告诉她朱利奥来访的事。
有人闯入了朱利奥的公寓。闯入者打碎了一个空酒瓶，朱利奥听到声音后闯入者逃走了。朱利奥打电话给阿里安娜，请她在自己家过夜，因为他很紧张。朱利奥猜想现在轮到萨莎去杀费代丽卡身边的人了（如同《火車怪客》），阿里安娜说他疯了。第二天，音像店店员安德烈亚告诉朱利奥，萨莎来过并问起过他，说她知道他在监视她。
第二天，安德烈亚让朱利奥在他出門時照看音像店。趁安德烈亚不在，朱利奥在店里的电脑上查到了费代丽卡的地址。
朱利奥骑着摩托车来到费代丽卡的公寓，跟踪她到她工作的地方。一天工作结束后，费代丽卡沮丧地和老板离开了。朱利奥跟着他们来到老板的公寓，看到他们在二楼的窗口争吵。老闆正在勒索费代丽卡，要求她和他做爱，因为她从客戶那裡偷了錢。老闆突然发现朱利奥正透过窗户往里看。朱利奥慌忙躲避，却不慎摔下，造成脚踝骨折。他一瘸一拐地骑上摩托车，勉强逃过一劫。
医生告诉朱利奥，他必须打几个星期的石膏。阿里安娜过来帮他。他告诉她自己的理论，也就是费代丽卡想让萨莎杀死她的老板，阿里安娜说他比以前更疯狂了，然后夺门而出。
安德烈亚来了，表面上是来探望躺在床上的朱利奥，其实是想把他淹死在浴缸里。就在朱利奥和安德烈亚打斗的时候，朱利奥的母亲和未婚夫来看他了。听到尖叫声，未婚夫破门而入，把安德烈亚从朱利奥身上拉了下来。安德烈亚逃到街上，被一辆汽车撞成重伤。
警察逮捕了萨沙。阿里安娜走了过来，她和朱利奥和好了。朱利奥解释说萨沙雇佣安德烈亚杀害了她的母亲。阿里安娜看到一个黑衣女子向萨沙的公寓走来。阿里安娜追过去看她在做什么。朱利奥通过望远镜看到那名女子是费代丽卡伪装的。她在找落在萨莎公寓里的钥匙。朱利奥意识到费代丽卡才是真正的凶手，安德烈亚一定是后来才加入他们的。朱利奥给阿里安娜打手机，但她不愿放弃追捕。
朱利奥打电话给督察，督察及时赶到了萨莎的公寓，阿里安娜与费代丽卡没有对质。他们追到了屋顶。费代丽卡从楼顶边缘滑落，但督察抓住了她的胳膊。督察和阿里安娜将费代丽卡拖到安全地带，将她逮捕。
在最后一幕中，朱利奥的石膏脱落了，他接到了母亲的电话。当他们通话时，他又看到了有个美女住在以前萨莎的公寓里。她几乎一丝不挂，趴在沙发上看书。她看到朱利奥在偷窥，但似乎并不介意。

## 演员
- 艾利歐·傑曼諾 饰 朱利奥
- 琪亞拉·孔蒂 饰 费代丽卡·拉利
- 伊麗莎白塔·羅徹緹 饰 萨莎·泽尔博尼
- 克莉絲汀·布朗朵 饰 阿里安娜
- 伊萬·摩拉利斯 饰 安德烈亚
- 愛德華多·史多帕（英语：Edoardo Stoppa） 饰 督察
- 艾蓮娜·瑪莉亞·貝利尼 饰 朱利奥的母亲

## 评价
埃德·冈萨雷斯在《偏锋杂志》上給了這部電影兩星半的評價，稱其「對於小銀幕電影來說是雄心勃勃的，比1998年《歌聲魅影》的尷尬要好，但仍然是對这名導演早期铅黄電影的蒼白模仿」。他認為可怕的謀殺和摩托車追逐場景是亮點。
本片榮獲2006年巴塞隆納電影獎最佳電視電影提名。